# 路易斯湖 (阿拉斯加州)
路易斯湖（英語：Lake Louise）是位於美國阿拉斯加州馬塔努斯卡-蘇西特納自治市鎮的一個非建制地區和人口普查指定地區。根據2010年美國人口普查，該地共人口46人，而該地的面積約為192.30平方千米。

## 地理
路易斯湖的座標為62°17′04″N 146°33′25″W / 62.28444°N 146.55694°W，而該地的平均海拔高度為746米（即2448英尺）。